# Humbertia madagascariensis
Humbertia madagascariensis är en vindeväxtart som beskrevs av Jean-Baptiste de Lamarck. Humbertia madagascariensis ingår i släktet Humbertia och familjen vindeväxter. Inga underarter finns listade i Catalogue of Life.